# Strzelnica (stanowisko archeologiczne)
Artykuł ten został zgłoszony do umieszczenia na stronie głównej w rubryce „Czy wiesz”.
Pomóż nam go sprawdzić: oceń zgłoszoną nominację.
Strzelnica (Zwoleń-Strzelnica) – stanowisko archeologiczne na wschodnich obrzeżach Zwolenia, nad Zwolenką. Jedno z najbardziej wysuniętych na północ znanych stanowisk neandertalskich.

## Charakterystyka
Znaleziska ze stanowiska w Zwoleniu reprezentują środkowopaleolityczną kulturę mikocką. Ich wiek szacuje się na 64–75 tysięcy lat. Dokładne datowanie jest utrudnione ze względu na przemieszczenie materiału przez rzekę. Oznacza to, że mogą być starsze. Na stanowisku odnaleziono kości i zęby: mamuta, nosorożca włochatego, bizona, lisa polarnego, renifera, bobra i szczególnie liczne szczątki koni. Wśród znalezionych artefaktów są zgrzebła, pięściaki i inne ostrza, a także odłupki. Narzędzia krzemienne wykonane były z krzemienia wapiennego i czekoladowego. Te drugie są szczególnie liczne, a ich obecność świadczy o mobilności używających go neandertalczyków, gdyż złoża krzemienia czekoladowego znajdują się w odległości kilkudziesięciu kilometrów w miejscowości Polany-Kolonia. Inne rodzaje krzemienia pochodzą z głazów narzutowych oraz złoży oddalonych o 80–250 km. Ponieważ w czasie użytkowania stanowiska znaczną część obecnych ziem polskich zajmował lądolód, jest to najbardziej na północ wysunięte stanowisko neandertalskie w Polsce. Stosunkowo blisko znajduje się stanowisko w Iłży, gdzie znajduje się wychodnia krzemienia czekoladowego i znaleziono wykonane z niego narzędzia używane przez neandertalczyków i ludzi współczesnych. Jest jednym z nielicznych stanowisk otwartych, czyli niejaskiniowych, na których zachowały się szczątki organiczne, takie jak kości. Obecność licznych odłupków świadczy, że w tym miejscu obrabiano sprowadzany krzemień, przez co stanowisko to jest potocznie określane warsztatem neandertalczyka. Badania sugerują, że neandertalczycy wykorzystywali ten obszar do polowania na konie w sposób bardziej zaawansowany niż wcześniej przypuszczano, a także było to miejsce kontaktów o charakterze handlowym, co wskazuje na większe zaawansowanie kulturowe niż typowe dla mezolitu. 

## Historia badań
Stanowisko odkryto przypadkowo podczas eksploatacji piasku w nadrzecznej żwirowni. Jako odkrywca podawany jest Jan Grudzień, lokalny działacz, który zidentyfikował znalezisko operatorów koparki jako szczątki mamuta. Wykopaliska rozpoczęto w 1983 roku i kontynuowano w następnym roku. Początkowo było określane roboczą nazwą „Piaśnica”, zastąpioną przez „Strzelnica”. Rozpoznawcze badania prowadziła Zofia Sulgostowska. W 1984 roku badania prowadziła grupa archeologów Instytutu Historii Kultury Materialnej PAN i Państwowego Muzeum Archeologicznego pod kierownictwem Sulgostowskiej i Romualda Schilda. W tym okresie znaleziono około 330 zabytków. W 2023 roku badania ponownie podjęto, tym razem pod kierownictwem Witolda Grużdzia z PMA. Zespół tworzyli również archeolodzy z Wydziału Archeologii Uniwersytetu Warszawskiego i Instytutu Archeologii Uniwersytetu Wrocławskiego.
Na terenie Zwolenia i okolic w latach 80. i 90. XX wieku prowadzono kolejne badania archeologiczne w ramach Archeologicznego Zdjęcia Polski (AZP), odkrywając stanowiska późniejsze – od neolitycznych po nowożytne. W dokumentacji archeologicznej Strzelnica opisywana jest jako stanowisko nr 5 w Zwoleniu. Ma identyfikator AZP 75-72/10. Została wpisana do gminnej i wojewódzkiej ewidencji zabytków, gdzie ma identyfikator INSPIRE PL.1.9.ZIPOZ.NID_E_14_AR.2295847.